# سيسيل داي
سيسيل داي (بالإنجليزية: Cecil Day-Lewis)‏ (و. 1904 – 1972 م) هو شاعر، وروائي، وكاتب، وكاتب سيناريو، وأستاذ جامعي، وناقد أدبي، وكاتب للأطفال بريطاني، ولد في مقاطعة ليش، توفي في منطقة أنفيلد، عن عمر يناهز 68 عاماً، بسبب سرطان البنكرياس.

## مناصب
تولى منصب شاعر بلاط المملكة المتحدة (2 يناير 1968–22 مايو 1972).

## التعليم
تعلم في كلية وادهام (أكسفورد)، ومدرسة شيربورن ‏.

## الخدمة العسكرية
خدم في الألوية الدولية.

## جوائز
حصل على جوائز منها:
- قائد وسام الامبراطورية البريطانية.

## وصلات خارجية
- سيسيل داي على موقع IMDb (الإنجليزية)
- سيسيل داي على موقع الموسوعة البريطانية (الإنجليزية)
- سيسيل داي على موقع ميوزك برينز (الإنجليزية)
- سيسيل داي على موقع إن إن دي بي (الإنجليزية)
- سيسيل داي على موقع ديسكوغز (الإنجليزية)
- سيسيل داي في قاعدة بيانات الأفلام على الإنترنت